# Mien-jang
Mien-jang (čínsky pchin-jinem Miányáng, znaky 绵阳) je městská prefektura v Čínské lidové republice, kde patří k provincii S’-čchuan v jihozápadní Číně. Celá prefektura má přes čtyři a půl milionu obyvatel a rozlohu 19,4 tisíc čtverečních kilometrů.
Při zemětřesení 12. května 2008 bylo město zasaženo jen lehce, ale naopak okres Pej-čchuan, který do prefektury spadá, patřil k nejhůře zasaženým oblastem – zhroutilo se tam zhruba 80 % budov a jen ve dvou budovách místní střední školy zemřelo přes tisíc studentů. Celá prefektura napočítala k 7. červenci 2008 celkem 21 963 mrtvých, 167 742 zraněných a 8 744 pohřešovaných.

## Poloha
Mien-jang leží na severozápadním konci Sečuánské pánve v horním a středním povodí řeky Fu-ťiang. Na severovýchodě sousedí s Kuang-jüanem, na východě s Nan-čchungem, na jihu se Suej-ningem, na jihozápadě s Te-jangem, na západě s autonomní prefekturou Ngawa a na severu má krátkou společnou hranici s provincií Kan-su.

## Administrativní členění
Městská prefektura Mien-jang se člení na devět celků okresní úrovně, a sice tři městské obvody, jeden městský okres, čtyři okresy a jeden autonomní okres.
| Fu-čcheng Jou-sien An-čou městský okres · Ťiang-jou okres · C’-tchung okres · Pching-wu okres · San-tchaj okres · Jen-tching autonomní okres · Pej-čchuan |                |                       |                    |                                  |
| Název | Název          | Počet obyvatel (2020) | Rozloha km² (2020) | Hustota zalidnění (obyv. na km²) |
| český přepis | znaky          | Počet obyvatel (2020) | Rozloha km² (2020) | Hustota zalidnění (obyv. na km²) |
| Městské obvody |                |                       |                    |                                  |
| Fu-čcheng | 涪城区         | 1 298 524             | 556                | 2 443                            |
| Jou-sien | 游仙区         | 561 379               | 1 014              | 554                              |
| An-čou | 安州区         | 372 962               | 1 187              | 314                              |
| Městský okres |                |                       |                    |                                  |
| Ťiang-jou | 江油市         | 731 343               | 2 721              | 269                              |
| Okresy |                |                       |                    |                                  |
| C’-tchung | 梓潼县         | 276 996               | 1 446              | 192                              |
| Pching-wu | 平武县         | 126 357               | 5 259              | 24                               |
| San-tchaj | 三台县         | 955 811               | 2 637              | 363                              |
| Jen-tching | 盐亭县         | 370 739               | 1 542              | 240                              |
| Autonomní okres |                |                       |                    |                                  |
| Pej-čchuan (čchiangský) | 北川羌族自治县 | 174 132               | 3 077              | 57                               |
| |                |                       |                    |                                  |
| Celkem | Celkem         | 4 868 243             | 19 439             | 250                              |